# Kokoshca (banda)
Kokoshca es una banda española de pop formada en 2008.

## Historia
Kokoshca se fundó por Amaia Tirapu e Iñaki López, en 2008 en Pamplona. Su nombre procede de la deformación fonética del pintor austríaco Oskar Kokoschka.
Al principio fueron un dúo y así crearon su primer álbum Únete a Kokoshca (ByP, 2008) editado por el sello madrileño Birra y Perdiz, cuna de otras bandas emergentes del momento como Espanto, Antonna (líder de Los Punsetes) o La Otra Gloria. En este primer disco, el músico Antonio Luque de Sr Chinarro colabora en la canción Azul metal.  
En 2009 el músico Javier Aznárez se une al grupo formando un trío que edita su segundo álbum La Fuerza (ByP, 2010).  
El sello discográfico Elefant Records publica el EP La Fuerza 7 (Elefant Records, 2012) cuyo sencillo homónimo viene acompañado por un videoclip realizado por el videoartista Iker Insausti.  
Javier Aznárez deja la formación en 2013 dando entrada a Álex López e Iñigo Andión convirtiendo así a Kokoshca en un cuarteto. Este año graban su tercer disco Hay una Luz (Ayo SIlver, 2013) que tiene gran acogida en la prensa especializada y destaca en la lista de los mejores discos del año 2013 en medios como Jenesaispop o Rockdelux entre otros. Su sencillo de adelanto es Directo a tu corazón,  que viene acompañada de un videoclip realizado por el cineasta Víctor Iriarte. Esta canción es el número 2 de canciones nacionales del año seleccionada por los lectores para la revista Rockdelux. En este disco, destaca la colaboración que hace el cantante de Barricada El Drogas en el último corte del álbum titulado «Las flores del fin del mundo».  
En 2016 fichan por el sello madrileño Sonido Muchacho casa de músicos como Carolina Durante o Hinds. Kokoshca editan el sencillo de vinilo de 7” titulado Corazón Caliente / Corazón de Hielo (Sonido Muchacho, 2016). Con este trabajo inician una gira internacional participando en el Latin Alternative Music Festival de Nueva York, junto a otras bandas españolas, como Joe Crepúsculo o IZAL. 
Este mismo año se publica su cuarto álbum Algo Real (Sonido Muchacho, 2016) que tiene muy buena acogida en la prensa musical y es destacado en la lista de lo mejor del año por varias publicaciones especializadas. La revista Hipersónica destaca a Algo real con el puesto 4 de los mejores discos de la década de los 10. Con este trabajo, Kokoshca sería finalista de los Premio Ruido organizado por Periodistas Asociados de Música, que destaca los mejores álbumes musicales producidos en España. Dos de las canciones de este disco «Mi Consentido» y «No mires hacia atrás», aparecen en la banda sonora de la serie de televisión Fariña, en la que también suena su canción «No volveré».
En 2018 publican El Mal, su quinto álbum grabado en Garate Studios por Kaki Arkarazo músico de grupos como Kortatu o Negu Gorriak  y que ha sido productor de numerosos artistas musicales como Amparo Sánchez (Amparanoia), Soziedad Alcohólika o Manta Ray entre otros. El Mal es seleccionado por la revista Hipersónica como el mejor álbum de 2018 y es destacado en la lista de lo mejor del año por los medios especializados.
Ese mismo año, Kokoshca empiezan una gira por Argentina que les lleva a compartir actuaciones junto a otros artistas de la música alternativa del país como Las Ligas Menores o 107 Faunos.
En 2019 presentan en las plataformas digitales su sencillo «Amor Adolescente / Cumpleaños Feliz» (Sonido Muchacho, 2019). Ese mismo año, Amaia Tirapu colabora junto a Los Planetas, cantando la canción Espíritu olímpico en el concierto que el grupo granadino realizó en el Sacromonte.
En mayo de 2021 publican su sexto disco titulado simplemente "KOKOSHCA" que es finalista, una vez más, de los Premio Ruido. Uno de sus singles «ASIA (Canción para Iñaki Ochoa de Olza)» dedicado a la memoria del montañero navarro fallecido en el Annapurna, es seleccionado por la Cadena SER como la tercera mejor canción del año.  Otro de sus adelantos, «Regresando a la ciudad» es la tercera mejor canción del año para Rockdelux
El LP KOKOSHCA (Sonido Muchacho, 2021) sale destacado entre los mejores álbumes publicados ese año para la prensa musical española. El disco homónimo aparece en las listas de lo mejor del año, que elaboran Rockdelux, Mondosonoro, ABC Hipersónica Dod magazine entre muchos otros medios especializados. Este disco es finalista de los Premios de la Música Independiente (Premios MIN) como mejor álbum de rock.
A principios de 2023 publican el EP Nuestro Futuro (Sonido Muchacho, 2023). En esta nueva obra, Kokoshca incorpora  a su fórmula testada, elementos propios de la electrónica. Destacan las colaboraciones con raperos como el vallisoletano Erik Urano o el pamplonica Kiliki Frexko de Chill Mafia. En enero de ese mismo año acuden a Groningen (Países Bajos) a actuar al festival Eurosonic Noorderslag.

## Miembros
- Iñaki López, voz, guitarra.
- Amaia Tirapu, voz, guitarra.
- Iñigo Andión, bajo, coros.
- Álex López, batería.

### Miembros pasados
Javier Aznárez, batería y voces (desde 2009 hasta 2013).

## Discografía
- 2008:  Únete a Kokoshca CD (Birra y Perdiz)
- 2010: La Fuerza CD (Birra y Perdiz)
- 2013:  Hay una luz LP (Ayo Silver)
- 2016: Algo Real LP (Sonido Muchacho)
- 2018: El Mal  LP (Sonido Muchacho)
- 2021: "KOKOSHCA" LP (Sonido Muchacho)
- 2024: La Juventud  LP

### EP
- 2012: La Fuerza 7" (Elefant Records).
- 2023: Nuestro Futuro 7" (Sonido Muchacho)

### Sencillos
- 2012: Kokoshca/Microcosmos 7" (Discos Walden)
- 2016: Corazón Caliente/Corazón de Hielo 7" (Sonido Muchacho)
- 2019: Amor Adolescente / Cumpleaños Feliz  DIGITAL
- 2022: Siempre hay que volver a casa DIGITAL

### Disco en Directo
- 2011: Gernika CD (Kafea Arrastroak)

### Otros
- 2010: Y Vienen cromos en el pegamento (Las rarezas de Kokoshca)" CASSETTE (Nosotros los Rusos)